# Lepanthes schugii
Lepanthes schugii är en orkidéart som beskrevs av Franco Pupulin. Lepanthes schugii ingår i släktet Lepanthes och familjen orkidéer.
Artens utbredningsområde är Costa Rica. Inga underarter finns listade i Catalogue of Life.